# 張天衢 (嘉靖舉人)
張天衢（15世紀—16世紀），字道亨，浙江紹興府山陰縣人，明朝政治人物。

## 生平
張天衢擅長易學、善於藻鑑，精通堪輿，是嘉靖元年（1522年）壬午科浙江鄉試舉人，授延平府通判，延平地方貧瘠又位於要衝，到任後以約束示誠信，署理安邊館司時曾怒斥留下千金給他的商人，海盜李文勝、竇老兒率領萬人肆虐，他用計使二人自相殘殺，並出其不意下出擊而平定盜寇，升漢陽府同知，因孤介不奉承而被罷官。

## 家族
南宋張浚的後裔。曾祖張恭；祖父張宗盛；父張詔，贈吏部主事。母趙氏。弟張天德、張天復。子張元吉（宿州同知）、張元慶（灤州知州）。

## 引用
1. 1 2  嘉慶《山陰縣志·卷十四·鄉賢二》：張天衢，字道亨，嘉靖壬午舉人，倅延平，地瘠且衝，天衢至更約束示誠信，民大賴之，嘗署安邊館司海舶出入，有巨賈裹千金於橐遺之，天衢怒斥去；海寇李文勝、竇老兒擁眾萬餘勢熾甚，天衢設間令自疑相攻，出不意襲之，寇遂平，擢漢陽同知，以孤介不習媕阿報罷，天衢深於易、善藻鑑，通堪輿家言。子元吉、元慶，元吉宿州同知 舊志並採家傳，祀鄉賢。 據府志祠祀卷補，元慶自有傳